# Bučići (župa)
Župa Bučići – rimokatolička administrativna jedinica u Vrhbosanskoj nadbiskupiji i Franjevačkoj provinciji Bosni Srebrenoj, Bosna i Hercegovina.
Po crkvenoj administrativnoj raspodjelbi župi Bučići pripada istočni dio novotravničkog općinskog teritorija. Nakon osnivanja novobiljanske župe (1974.) sada teritorij bučićke župe graniči na istoku s Novom Bilom, na sjeveru s Docem, na zapadu s Rankovićima, a na jugu se u nenaseljenim brdima dotiče rostovske i viteške župe.
Župa Bučići imala je 1877. god. 1.096 vjernika, a 1935. god. 1.312. Nakon podjele god. 1937. imala je svega 700 žitelja. Godine 1974. župa ja imala 1.863 vjernika, a 1991. imala ih je 1.700.

## Povijest župe Bučići

### Počeci
Priča o Bučićima ne započinje tek 1856. godine, kad se župa administrativno odijelila od Doca i osamostalila. Života je u ovom kraju bilo i ranije. Stoljećima. Prvi spomen jednog naselja u sklopu bučićke župe, seže, po narodnoj predaji, još u vrijeme osmanskog osvojenja Bosne (1463.). Prolazio je, kažu, sultan Mehmed II. Osvajač lašvanskim krajem i kad je vidio jedno siromašno selo, koje je donedavno pripadalo Bučićima, pitao je za njegovo ime.
»... i kad mu kažu, da polak sjevernog položaja rđavo rodi, da je siromašno i ubogo, pa mu Gladnik od starine ostalo ime, caru se dopade ta etimologija, a htijući i svog došašća ostaviti spomen, otpusti selu ovome sve poreze i daće do danas da ništa ne plaćaju osim harača.«
Podrijetlo imena Bučići nije razjašnjeno. Mjesto se prvi put spominje u jednom osmanskom defteru (popisu) iz 1528/29. godine.
Duhovno se središte župe donedavno nalazilo na vrhu naselja gdje su podignute župna crkva i kuća. Zanimljivo je da župna kuća ima trajniji i neposredniji dodir s prošlošću od crkve. Današnji je stari župni stan sagradio župnik fra Karlo Kujundžić 1958. godine djelomice na temeljima prijašnje župne kuće koju je 1866. podigao župnik fra Stjepan Jablanović. A njegova je opet sagrađena na temeljima očinske kuće biskupa fra Marijana Šunjića (1798-1860), koji ju je, zajedno s dvjema njivama, poklonio franjevačkom samostanu u Gučoj Gori, a ovaj se obvezao da će njegovu sestru bliznakinju Anu dohraniti do konca njezina života.
Povijest se jedne župe najbolje iščitava iz njezinih kronika ili ljetopisa koje su vodili župnici. Bučići su do II. svjetskog rata također imali svoju kroniku u koju su župnici unosili događaje za svog boravka u toj župi. Ali, uvijek naiđu zla vremena, koja u požaru ili na neki drugi način progutaju zapisivanja i tako prošlost jednog mjesta ili kraja predaju mutnom zaboravu.
Tako su nakon II. svjetskog rata (1946. – 1950.) Bučići ostali bez svoga župnika fra Emila Miličevića koji je tada ležao u komunističkom zatvoru, a župni stan je bio otvoren svima koji su u njega htjeli ući. Neko su vrijeme u njemu boravili ratni zarobljenici i radnici koji su na ovom sektoru gradili prugu Nova Bila – Sebešić i često se grijali ili spremali jela ložeći župne knjige, među kojima i kroniku ove župe. Kasnije je župnik fra Marijan Brkić godine 1967. sabrao nešto podataka i uz pomoć sjećanja svojih župljana napisao svoju Kroniku župe Bučići.

### Bučići – samostalna župa
Do 1827. godine bilo je područje današnje bučićke župe, kao i čitav ovaj kraj, u administrativnim granicama gučogorske župe. Do župnog sjedišta u Gučoj Gori trebalo je putovati nekoliko sati nesigurnim i opasnim putovima; zato se rijetko gore išlo, možda za Božić, Uskrs, na zavjet ili kojom drugom prijekom potrebom. Navedene se godine (1827) od Guče Gore odijelila dolačka župa i sad u svoje granice primila i područje današnje bučićke župe. Međutim, ni ovo nije bilo povoljno rješenje, a kako su se političke i gospodarske prilike polovicom 19. stoljeća počele popravljati, došlo je vrijeme da se razmišlja osnivanju samostalne župe. Ova je nakana ostvarena 19. travnja 1856, kad je Capelania localis – Bučići postala samostalnom župom. Središte nove župe bilo je u početku u dolini, u današnjem selu Balići, koje se, međutim, u maticama pod tim imenom spominje tek od 1885. Za naslovnika i zaštitnika župe i župne crkve odabran je sveti Martin, biskup.
Kad je biskup Marijan Šunjić poklonio svoju rodnu kuću gučogorskom samostanu, bilo je za kratko vrijeme riješeno pitanje crkve i župne kuće. Ona je poslužila za obje svrhe. No, to nije moglo zadovoljiti želju župljana da imaju pravu crkvu, pa su pod vodstvom župnika fra Stjepana Jablanovića 1862. godine sagradili novu župnu kuću na temeljima Šunjićeve. Ni ova zgrada, međutim, nije potpuno odgovarala svojoj namjeni jer je i ona, kao i prva, Šunjićeva, jednim svojim krilom služila za bogoštovne obrede, a drugim za stanovanje župnika. Tako je bilo tijesno i župniku a i župljanima kad se skupe na blagdansko bogoslužje. O ovoj fra Stjepanovoj kući kronika je na latinskom jeziku zabilježila:
»Malo poslije (osnutka župe) brigom gučogorskog samostana i franjevačkih nadstojnika podignuta je nova župna kuća zajedno s ostalim zgradama i za njihovu gradnju utrošeno je 14.426 groša. Župljani su povrhu pomogli s 1.354 gr. i materijalno, kako se i danas priznaje.«
Ovu je zgradu proširio fra Stjepanov nasljednik fra Jako Gržić (1866-1869) čime je ona postala suvremenija i prostranija. Fra Jako je ostavio i pismeno svjedočanstvo o ovoj kući i o svojoj ulozi u njezinu podizanju:
»Dobročinstva, koja sam učinio ovoj kući redovničkoj župskoj u Bučićima i to od god. 1866. do 1869. Sva unutrica kućna, crkva pod istim krovom kućnim, kuća mala (kuina) iz temelja, sva ograda oko zemljišta našega ovo sve po meni je učinjeno i dovršeno s malo podporom puka...«
Fra Jakina se kuća održala na životu gotovo stotinu godina. Najviše je stradala neposredno nakon II. svjetskog rata kad je nezaključana bila izložena neodgovornom i nasilničkom ponašanju nezvanih gostiju. Srušena je 1958., a na njezinim je temeljima djelomice sagrađena nova.

### Prva crkva i škola u Bučićima
Župljani bučićke župe nisu mirovali dok nisu sebi podigli pravu crkvu. Dok su s pobožnom zavišću jednim okom gledali na dolačku crkvu a drugim na gučogorsku, u ono vrijeme dvije ponajljepše u Bosni, kovali su planove za svoju crkvu. Za to ih je osobito oduševio njihov župnik fra Frano Zubić, koji je u Bučićima kao župnik proveo posljednje dvije godine svoga života (1869-1871). Umro je u Bučićima, ukopan u groblju na Komardi, koje je upravo zbog njegova groba i danas drago molitveno sastajalište pobožnih ljudi koji mladim utorkom dolaze njegovu grobu i obilazeći ga mole se za svoje narušeno zdravlje.
Fra Frano je oduševio župljane za gradnju crkve, položio prvi kamen u njezine temelje, ali se nije radovao njezinu podizanju jer mu je upravo u tom poslu nestalo života. Njegovo je djelo nastavio fra Anto Tuzlančić (1872-1879), poznati graditelj za ono doba velebne crkve u Docu (1854). Fra Antina je crkva dovršena 1876. i tako su Bučići dobili prvu pravu crkvu. O njezinoj gradnji ljetopisac kaže:
»Godine 1876. podignuta je crkva na čast sv. Martinu biskupu koja stoji sveukupno 17.981 groš. Dva su dobročinitelja dali 2.300 gr., od oltarske milostinje 2.700 gr., župljani su bili uključeni vrlo skromnom pomoći, što i sami priznaju, kao i novčano s po 96 groša. Odbivši upravo spomenute iznose, franjevci su u crkvu uložili 12.888 groša.«
Tuzlančić je, doduše, podigao crkvu, ali ju je morao ostaviti praznom jer je upravo u tijeku gradnje umro kao bučićki župnik. Pokopan je u tzv. Bučićkom groblju, blizu puta prema Rankovićima, kojim je nekoć prolazila željeznička pruga Nova Bila – Sebešić. Nad grobom mu još uvijek stoji spomen-križ i natpis, istrošen i jedva čitljiv:
»Rodoljubni redovnik, ponizni Misnik i žarki rodoljub u redu i viri u narodu velezaslužan sveopće ljubljen i poštovan velečasni otac Antun Tuzlančić dan proslavljenja tila svoga očika ovdi. Prominu svit ovi na 25. veljače 1880. u 68 godini života.«
Nažalost, crkva nije građena planski i nije dugo izdržala zdrava, nego su je ubrzo morali popravljati i osvježavati. To je već počeo Tuzlančićev nasljednik fra Jako Gržić, koji o tome daje zanimljivo svjedočanstvo:
»Što u crkvi učini, dok jesam je učinio crkvom i poljepšo unutri i s dvora. Dok učini oltar iz temelja, kor, dok pribavi drugi nakit na pr. slike krasne 4 u velikom obliku, cvitovah 6., čiraka 2., i to me zasiće 1890. gr. Sliku sv. Martina – biskupa obranitelja ove župe, koja je zasikla novaca iz Beča s prinosom do mista vlastitog 115 for. Istu sliku platio puk. Druge dvi slike na bezu, velika naima Maria Majka Isusova od 7 Žalosti i sv. Antun Padovanski, dar poslati meni od vlč. Iva Radića, bivšeg gvardijana Brodskog s jednim Propetjem. Četvrta slika fina na bezu 'Propetje Isusovo' u krasnom okviru.«
Usporedno s crkvom fra Anto je u Bučićima po nalogu starješinstva Franjevačke provincije Bosne Srebrene gradio i prvu školu. Posao je bio gotov za godinu dana, a prvim je učiteljem postao bučićki kapelan fra Antin nećak fra Mijo Ilijašević. Nastavu su u ovoj školi vodili franjevci do 1879, kad je ona prešla u nadležnost i na brigu države.
Ni župna crkva niti Tuzlančićeva škola nisu dugo izdržale bitku s vremenom. Škola je početkom 20. stoljeća bila pretvorena u drvarnicu, dok se nastava održavala u Baškaradovoj kući zvanoj Kula, a kad je sasvim dotrajala, odlučio ju je župnik fra Miroslav Džaja ukloniti (1929).
Fra Miroslav Džaja je u župi imao visoku mjeru ugleda i htio ga je iskoristiti u jednu, kako je mislio, korisnu svrhu. Nagovarao je župljane da zaborave na sv. Martina, čiji je blagdan padao uoči zime i nikako nije mogao dostojno zaživjeti u župi. Predložio je da za zaštitnika proglase sv. Malu Tereziju, koju je on iskreno štovao. Međutim, ovdje se potvrdila muška pobožnost bosanskih katolika. Odgovorili su mu: " Svaka čast Majci Božjoj, zatim svetoj Ani, Kati i Klari. Ali, nemojte nam svetice stavljati na oltar. Nije lijepo vidjeti mladu sveticu na oltaru". Fra Miroslav u ovomu nije uspio i sv. Martin je ostao jedinim i prvim patronom župe do 1962, kad je župnik fra Karlo Kujundžić uveo novi drugotni patron župe: Mariju Kraljicu, koji se tada slavio koncem svibnja.

### Podjela župe
Tridesetih godina 20. stoljeća počelo se razmišljati o gradnji nove župne crkve u Bučićima. To se, međutim, pretvorilo u problem koji nije mogao riješiti župnik fra Miroslav Džaja. Župa se podijelila u pitanju lokacije nove crkve. Jedni su htjeli da ostane na istom mjestu, a drugi da se gradi u ravnici, kako bi bila bliža većini župljana. Tada su, naime, ovoj župi pripadala i naselja uz današnju cestu prema Novom Travniku: Stojkovići, Rankovići i Kasapovići, koji su se kasnije, nakon rata i brzom industrijalizacijom razvili u grad Novi Travnik. Fra Miroslav je zamolio Nadbiskupski ordinarijat u Sarajevu da ga razriješi dužnosti župnika jer mu se "svaki pokušaj pomirenja i zajedničke akcije razbio i propao". Ova su trvenja dovela do podjele župe. Odcijepili su se Rankovići i sela oko njih, sagradili sebi crkvu i 1937. bili su proglašeni samostalnom župom.
Ovom se podjelom bučićka župa smanjila na samo pet sela: Baliće, Bučiće, Čehovu, Gladnik i Zaselje, u kojima je živjelo 700 duša (osnivanjem župe Nova Bila 1974. godine Gladnik će pripasti ovoj župnoj zajednici). No, možda je upravo ovo osiromašenje brojem probudilo u župljanima zdravi inat koji se skladno spojio s agilnošću poduzetnog župnika fra Jake Bilića i sad su oni, u jednom dahu, nakon dozvole koja je stigla 13. veljače 1937, sagradili sebi novu župnu crkvu na mjestu gdje je stajala prijašnja. Sljedeće godine crkva je dobila svoju konačnu fizionomiju prema planu ing. Franje Holza koji je rukovodio gradnjom.

### Župa u ratu i poraću
Teške godine proživjela je bučićka župna zajednica za drugog svjetskog rata i neposredno poslije njega. Podjelom 1937. postala je ladanjska župa, kao mjesto godišnjeg odmora za starije svećenike, te se u njoj za sedam godina izmijenilo devet župnika, koji nisu imali vremena ni upoznati se sa svojim stadom. Odmah nakon rata župa je izgubila župnika koji se našao u zatvoru (fra Emil Miličević) a župom je upravljao i pastoralno joj služio vlč. Jozo Matković, župnik Rankovića.
Župa se budi iz svoga mrtvila dolaskom fra Arkanđela Grgića početkom 1950. godine. Dočekala ga je prilično zapuštena župa i vrlo zapuštena župna kuća. Ali, fra Arkanđelu nije bilo toliko stalo do kuće, jer je volio živjeti oskudno i jednostavno, pa je svu svoju brigu posvetio crkvi. Htio je u nju unijeti i umjetnički sadržaj te je po njegovu nalogu akademski slikar Vlado Marjanović izradio na bočnim zidovima medaljone s likovima evanđelista, a za veliki oltar je naslikao na platnu lik sv. Martina. Posao s medaljonima je propao jer ih je uništila zidna vlaga, te su ono što je od njih ostalo pri ponovnom ličenju crkve 1966. potpuno prebrisali.
U ovo je vrijeme župa počela mijenjati svoju gospodarsku fizionomiju. Prije II. svjetskog rata malo se tko mogao pohvaliti da dobro živi. Zemlja se obrađivala primitivnim sredstvima i stoga nije nudila dovoljno hrane za mnoga gladna usta. U nedostatku drugih izvora primanja, mnoge su se bučićke obitelji posvetile proizvodnji vapna. Bili su to poznati vapnari, koji su na svojim konjima pazarnim danom transportirali svoje vapno u Travnik, ondje ga prodavali, a popodne se, također na konjima, vraćali kući, ponekad i u malo veselijem raspoloženju jer je trebalo proslaviti dobar posao i politi rezultat svoje muke, a kod kuće su im domaćice razočarano prigovarale zbog slabog utrška. A kako se nije moglo živjeti samo od vapna, šume i poljoprivrede, počeli su se mlađi okretati prema poslu u državnim poduzećima, osobito u novotravničkom Bratstvu i, kao dobri majstori, donosili su kući sve više novaca. Otvaranjem pješčare iz koje se obilno tovari dolomit, ostvaruje se mogućnost zapošljavanja u samom mjestu. Zatim je izgrađen planinarski dom Kuk na Bučićkoj Ravni, koja je postala glavno izletište ne samo Bučićana, nego i svih koji u čistoj prirodi žele odmoriti dušu i tijelo.
A onda, kad su državne granice postale prohodnije, otisnulo se dosta župljana u bijeli svijet, najprije preko Save u Slavoniju, a potom i u Njemačku, Austriju... u potrazi za dobrim poslom i dobrom zaradom, a rezultat toga su novije kuće u bučićkoj dolini, opremljene novim namještajem i bijelom tehnikom. Ovi gastarbajteri nikad nisu voljeli pričati je li se njihovom dugom odsutnošću iz obiteljske sredine poremetio njihov bračni i obiteljski život. Svakako, uvijek im je bilo draže vraćati se negoli odlaziti.

#### U novoj župnoj kući
Fra Arkanđeo se doduše bavio planom obnove ili gradnjom nove župne kuće, ali mu za to nije preostalo vremena, pa je njegovu želju ostvario njegov nasljednik, tada vrlo mladi i poletni fra Karlo Kujundžić (1957-1965). Polovicom 1958. obavljen je blagoslov temeljnog kamena s kojim su u zemlju položene i riječi: Neka (ovaj dom) bude dom žrtve za Boga i za svoj narod! Već u rujnu iste godine (28. 9. 1958.) obavljen je blagoslov podignute župne kuće, što pokazuje da je fra Karlo znao do kraja održati početni polet graditelja i početnu dobru volju svojih župljana i drugih dobročinitelja.
»Svaka je pomoć pružena s mnogo razumijevanja i bratske ljubavi, jer je svima poznato da je ova župa malena i siromašna", naveo je fra Karlo u svom pismu samostanu u Gučoj Gori, 29. siječnja 1960.«
Jedan od razloga za podizanje nove župne kuće u Bučićima bio je i obećani dolazak časnih sestara bosanskih franjevki u ovu župu. Časne sestre su u Bučiće došle 1958. Do dovršetka kuće stanovale su u pomoćnoj gospodarskoj zgradi, dok je fra Karlo boravio u sakristiji vezanoj uz crkvu.
U Bučiće je 1965. za župnika došao fra Marijan Brkić, vrlo poduzetan graditelj. On je u svojoj Kronici naveo radove koje je poduzimao na crkvi i oko nje. Crkva je popločana, postavljeni su prozori s ornament staklom, koje su poklonila sedmorica starješina obitelji iz župe. Novu ispovjedaonicu platile su domaćice, misna odijela domaćini. Fra Marijan je dao porušiti dotrajale gospodarske zgrade i sagraditi jednu nov. Da bi se dobila vjeronaučna dvorana, što se tada posvuda u Bosni gradilo, fra Marijan je adaptirao verandu na zapadnoj strani kuće, zatvorio je zidom i prozorima i tako napravio prostora za šezdesetak polaznika, jednoga učitelja i jednu peć.
Za župnikovanja fra Stanka Karina (1970-1976) župna je crkva ponovno mijenjala svoje lice. Obnovljeno je svetište, uz novi kameni oltar koji je napravio majstor klesar Ante Ušljebrka iz Splita, postavljena je nova krstionica i ambon. Fra Stanko je 1972. podigao i jednu novu zgradu, zapadno od župne kuće, u kojoj je smješten župni ured a najviše prostora zauzima vjeronaučna dvorana. Posvetio ju je fra Frani Zubiću u povodu stote obljetnice njegove smrti (1871). Da bi se život u kući osuvremenio, fra Stanko se pobrinuo da se u kuću uvede električna struja (1971) i dao da se u njoj instaliraju uređaji za dovod i razvod vode (1972), osigurao je u kući više prostora i komfora. Na tom je radio i fra Vinko Tomas (1980-1985).
Ovo je na župnoj kući učinjeno u 20. stoljeću. No, ostao i dalje problem lokacije crkve, jer život se s brda pomaknuo prema polju, dolje su izgrađena nova naselja i dalje se grade, tako da crkva na brdu ostaje sve usamljenija i neuglednija.

#### Komarda – kapelica i grobfra Frane Zubića
Na području župe Bučići postoje tri groblja: u Podbučićima, na Komardi i u Zaselju. U svim grobljima postoje i grobljanske kapele, uglavnom starije i jednostavnije osim one na Komardi.
Ispod brda Gradine na lokalitetu Komarda nalazi se poznato groblje u koje svakoga mladog utorka dolaze vjernici, slave svetu misu, a bolesnici se mole oko groba poznatog fratra-pokornika fra Frane Zubića koji je u Bučićima, kao župnik, proveo svoje zadnje dane.
»Fra Frano je imao dar liječenja. Poznavao je trave, njihove tajne i ljekovite snage i otkrivao ih drugima. Radio je to s osjećajem vlastite sreće i zadovoljstva. Znao je da je on sluga kojemu je Gospodar dao nešto od svoga bogatstva da bi ga dalje dijelio siromašnima. Za svoje liječenje nije uzimao nikakvu nagradu niti mito. Nije pravio 'zapise' i nije pitao svoje bolesnike kako se zovu. Liječio je i kćer travničkog kajmakana i zadnjega gorštaka u Dobretićima. Liječio je, međutim, manje travama, a više buđenjem nade i pouzdanja u Boga pomoćnika. Ovdje je i nikla i otkrivala se i ona klica svetosti u njegovoj vlastitoj duši, te su, najprije njegovi najbliži a kasnije i drugi, prilazili suzdržana koraka i sa strahopoštovanjem ovom nesebičnom posredniku Božje snage. Tako i danas osjećaju mnogi posjetitelji njegova groba gore na Komardi. Onamo se nikad ne dolazi na izlet ili po kakvu uspomenu, već ovdje, nad grobom jednog čovjeka kojega i ne poznajemo s fotografija i po licu tjeskobno tražimo blize mogućnosti da se u molitvi okrenemo Bogu, Darovatelju zdravlja i da što sigurnije prekoračimo razmak između Njega i naših ljudskih ojađenosti.«
Nad fra Franinim je grobom najprije bio podignut mali kameni križ. Na njegovo je mjesto župnik fra Miroslav Džaja 1928. godine dao postaviti skroman spomenik (brončani reljef na kamenu) koji je izradio akademski slikar Ivan Ekert iz Travnika. Te je godine podignuta i poveća kapelica sa zvonikom. Obnovljena je 1967. Ona je, međutim, vrlo brzo izgubila bitku s vremenom, tako da ju je župnik fra Tomislav Ćaćić 1980. vidio "u jadnom stanju a i sam spomenik fra Frani (bio je) vrlo neugledan i ničim nije svraćao pozornost na sebe". Fra Tomislav je krenuo u akciju podizanja novoga spomenika. Fra Franino poprsje izradila je kiparica Ana Kovač iz Sarajeva, a brončani odljevak uradio je livničar iz Sesveta Božidar Hočevar. Podizanje spomenika svečano je i pobožno obilježeno 12. listopada 1980.
Nova filijalna crkva (kapelica) na Komardi izgrađena je 1984. – 1988. Projektant je bio Mišo Subotić iz Sarajeva. Izgrađena je u obliku grčkog sarkofaga. Radove je započeo fra Vinko Tomas, a nastavio i dovršio fra Božo Krešo. Blagoslov temelja obavio je 5. lipnja 1984. fra Branko Neimarević, gvardijan u Gučoj Gori, a blagoslov dovršene kapele obavio je 19. lipnja 1988. provincijal fra Luka Markešić. Kapela je izgrađena prvenstveno na čast fra Frani Zubiću, potom svim pokojnim fratrima i vjernicima koji su pokopani na Komardi.

### Nova crkva i župni stan
U skorije je vrijeme dovršena izgradnja nove župne crkve i župnog stana.

### Župnici od utemeljenja župe do danas
| 1. Fra Ivo Jaranović        | 1856-1857 |
| 2. Fra Stjepan Jablanović   | 1857-1858 |
| 3. Fra Ivo Jaranović        | 1858-1860 |
| 4. Fra Marko Miličević      | 1860-1861 |
| 5. Fra Ivo Krilić           | 1861-1862 |
| 6. Fra Stjepan Jablanović   | 1862-1866 |
| 7. Fra Jako Gržić           | 1866-1869 |
| 8. Fra Frano Zubić          | 1869-1871 |
| 9. Fra Jozo Ćurić           | 1871      |
| 10. Fra Ivan Krilić         | 1871      |
| 11. Fra Anto Elegović       | 1871      |
| 12. Fra Mato Duić           | 1871-1872 |
| 13. Fra Anto Tuzlančić      | 1872-1879 |
| 14. Fra Josip Ćurić         | 1879-1885 |
| 15. Fra Jako Gržić          | 1885-1886 |
| 16. Fra Mato Duić           | 1886      |
| 17. Fra Ilija Dražetić      | 1886-1887 |
| 18. Fra Anto Kolarević      | 1887-1889 |
| 19. Fra Jako Gržić          | 1889      |
| 20. Fra Stipo Mašić         | 1889-1895 |
| 21. Fra Jako Selak          | 1895-1903 |
| 22. Fra Anto Kolarević      | 1903-1904 |
| 23. Fra Rudolf Jablanović   | 1904-1906 |
| 24. Fra Anto Marković       | 1906-1910 |
| 25. Fra Anto Ćurić          | 1910-1911 |
| 26. Fra Jako Jurić          | 1911-1915 |
| 27. Fra Marko Trogrančić    | 1915-1916 |
| 28. Fra Grgo Kotromanović   | 1916-1917 |
| 29. Fra Frano Stjepanek     | 1917-1921 |
| 30. Fra Jako Jurić          | 1921-1926 |
| 31. Fra Marko Trogrančić    | 1926-1928 |
| 32. Fra Mirko Džaja         | 1928-1930 |
| 33. Fra Marko Ružić         | 1930-1931 |
| 34. Fra Jako Jurić          | 1931-1932 |
| 35. Fra Marko Trogrančić    | 1932-1935 |
| 36. Fra Jako Bilić          | 1935-1939 |
| 37. Fra Vjenceslav Vlahović | 1939      |
| 38. Fra Peregrin Brković    | 1939-1940 |
| 39. Fra Vjeko Zirdum        | 1940      |
| 40. Fra Mladen Momčinović   | 1940      |
| 41. Fra Serafin Tvrtković   | 1940-1941 |
| 42. Fra Alojzije Šandrk     | 1941      |
| 43. Fra Anzelmo Alaupović   | 1941-1943 |
| 44. Fra Tomislav Dusper     | 1943-1944 |
| 45. Fra Emil Miličević      | 1944-1946 |
| bez župnika                 | 1946-1950 |
| 46. Fra Arkanđeo Grgić      | 1950-1957 |
| 47. Fra Karlo Kujundžić     | 1957-1965 |
| 48. Fra Marijan Brkić       | 1965-1970 |
| 49. Fra Stanko Karin        | 1970-1976 |
| 50. Fra Marko Štekić        | 1976-1979 |
| 51. Fra Tomislav Ćaćić      | 1979-1980 |
| 52. Fra Vinko Tomas         | 1980-1985 |
| 53. Fra Božo Krešo          | 1985-1991 |
| 54. Fra Jozo Ančić          | 1991-2006 |
| 55. Fra Vjeko Tomić         | 2006      |
| 56. Fra Andrija Jozić       | 2006-2007 |
| 57. Fra Ilija Jurić         | 2007-2016 |

## Duhovna zvanja

### Svećenici
Bučićka župa nije, nažalost, plodna muškim duhovnim zvanjima. Vjerojatno je i u povijesti siromaštvo utjecalo da su se rijetki odvažili istrgnuti iz svoje sredine i poći na školovanje. Tako je ova župa zavičaj samo četvorici svećenika, franjevaca:
Fra Marijan Šunjić, biskup (1798-1860). Fra Marijan je najugledniji sin bučićke župe i čitavoga travničkog kraja. Rodio se 5. siječnja 1798. godine. Školovao se prvo u Fojnici, zatim u Beču, Mohaču, a svoje je znanje jezika usavršavao kod glasovitoga poliglota Mezzofantija u Bologni. Upravljao je bosanskom franjevačkom provincijom kao provincijal od 1847. do 1850, a 1855. papa ga imenuje biskupom panadenskim i apostolskim upraviteljem bosanske katoličke zajednice. Iako je biskupovao svega pet godina, učinio je vrlo mnogo za boljitak vjerskog, kulturnog i socijalnog života bosanskih katolika. Podizao je crkve i škole i brinuo se oko podizanja razine njihova moralnog života. Umro je u Beču 28. rujna 1860., a 21. listopada iste godine pokopan u crkvi u Gučoj Gori.
Fra Drago Kolar, rođen 3. listopada 1936. u selu Balići od oca Ive i majke Ane rođ. Gazibarić-Gučanin. U Franjevački red ušao je 14. srpnja 1955. Za svećenika je zaređen 12. srpnja 1964. Mladu je misu slavio u Bučićima 22. kolovoza 1964. Umro je kao župnik u Ovčarevu 29. prosinca 1991. Pokopan je na groblju Gorica u Gučoj Gori.
Fra Jozo Marinčić, rođen 31. listopada 1959. u Balićima (Travnik, župa Bučići) od roditelja Nike i Kate rođ. Kolar. U Franjevački red (novicijat) ušao 4. listopada 1981. u Visokom, gdje je 30. rujna 1982. položio prve zavjete. Svečane zavjete dao je u Sarajevu 28. listopada 1986. u Sarajevu. Za svećenika zaređen 29. lipnja 1987. u Sarajevu. Mladu misu slavio u Bučićima 2. kolovoza 1987. Gvardijan samostana u Gučoj Gori i provincijal franjevačke provincije sv. Križa Bosna Srebrena.
Fra Velimir Bavrka, rođen 8. listopada 1976. od roditelja Ante i Veronike rođ. Marjanović. U Franjevački red ušao 1995. Za svećenika zaređen 2002. Trenutno je župni vikar u Gornjoj Dubici.

### Redovnice
Župnik fra Karlo Kujundžić je, uz druge korisne pothvate, oduševio dosta bučićkih djevojaka za duhovno redovničko zvanje. Odazvala se najprije Janja Mlakić (s. Karla), a potom još dvije njezine sestre i još osam njih. Danas ima 12 živih časnih sestara koje su rođene u župi Bučići. Razumljivo je stoga da su željele imati svoj samostan u ovoj župi. Želja im se ostvarila kada je kardinal Vinko Puljić 17. studenog 1996. blagoslovio sestarsku kuću i kapelicu posvećenu na čast Svetoj Obitelji u Bučićima.

## Žrtve župe Bučići
Prvi svjetski rat odnio je u župi Bučići 13 života vojnika i civila. Drugi svjetski rat odnio je 109 života župljana.

### Zadnji rat i njegove žrtve
Bučići su se spremno uključili u obranu protiv agresije. Samim uključivanjem bili su spremni podnijeti žrtve. Demokratska su gibanja u Bučićima dočekana otvorenim odobravanjem i spremnim prihvaćanjem. Stoga ne iznenađuje što je već 4. kolovoza 1990. u Bučićima održana osnivačka skupština HDZ. Bilo je to prvo predstavljanje i organiziranje hrvatskog naroda u Lašvanskoj dolini. Slijedi zatim organiziranje zaustavljanja i zabranjivanja prolaza kamionima JNA koji su izvozili oružje iz novotravničke tvornice Bratstvo. Kad je počela agresija na ove krajeve, Bučićani su uz druge branitelje bili na svim crtama bojišnice u Lašvanskoj dolini, od Busovače do Novog Travnika. Tijekom zadnjeg rata smrtno su stradali:
1. Dražen Bavrka, 2. Niko Bavrka (Bajoka), 3. Mirko Blažević, 4. Tihomir Dominović, 5. Zdravko Dujić, 6. Drago Dujo, 7. Franjo Dujo, 8. Ivo Dujo, 9. Marko Džambas, 10. Jozo Gadžić (Čupo), 11. Marko Žarko Kolar, 12. Ivan Kolar, 13. Vere Kolar, 14. Ivica Lujanović, 15. Martin Marinčić, 16. Anto Marjanović, 17. Ilija Marjanović, 18. Robert Matuka, 19. Ljiljana Mlakić, 20. Josip Palavra, 21. Franjo Radman, 22. Dragan Rajić, 23. Jela Stanić, 24. Marijan Stanić, 25. Slavko Šilj, 26. Anto Turić, 27. Jozo Turić, 28. Boro Vrebac, 29. Zoran Vrebac i 30. Stipo Žilić.

## Vanjske poveznice
- Informacije o župi na www.bosnasrebrena.ba  Arhivirana inačica izvorne stranice od 29. rujna 2007. (Wayback Machine)